# 盛宣懐

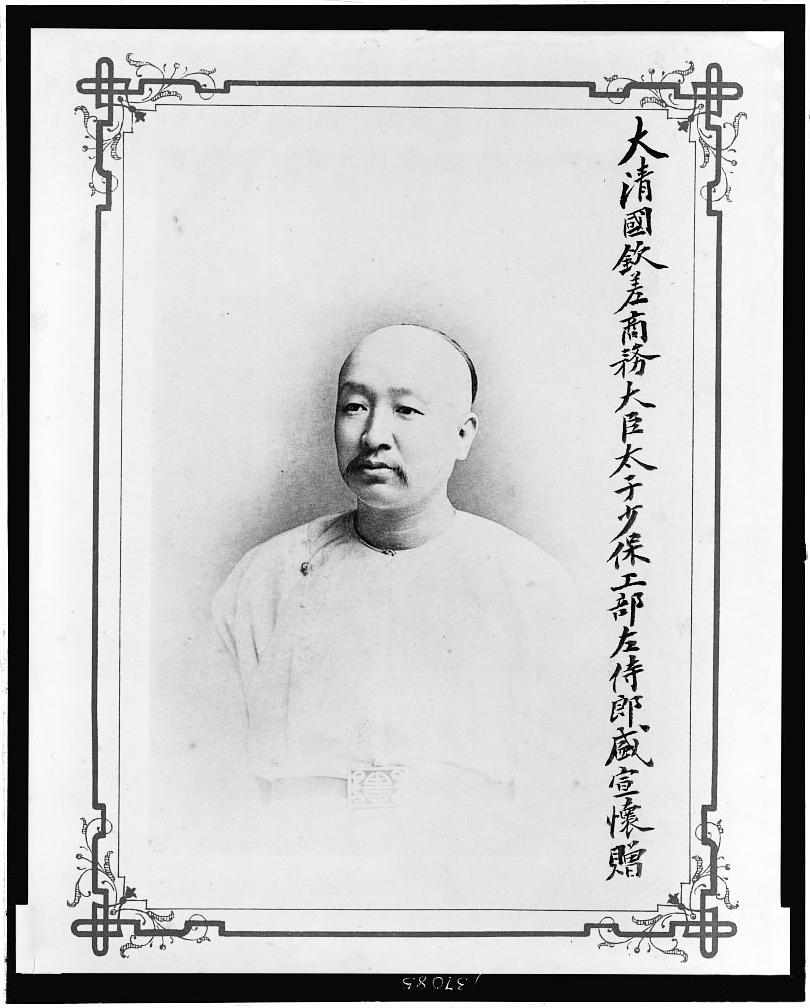
盛宣懐

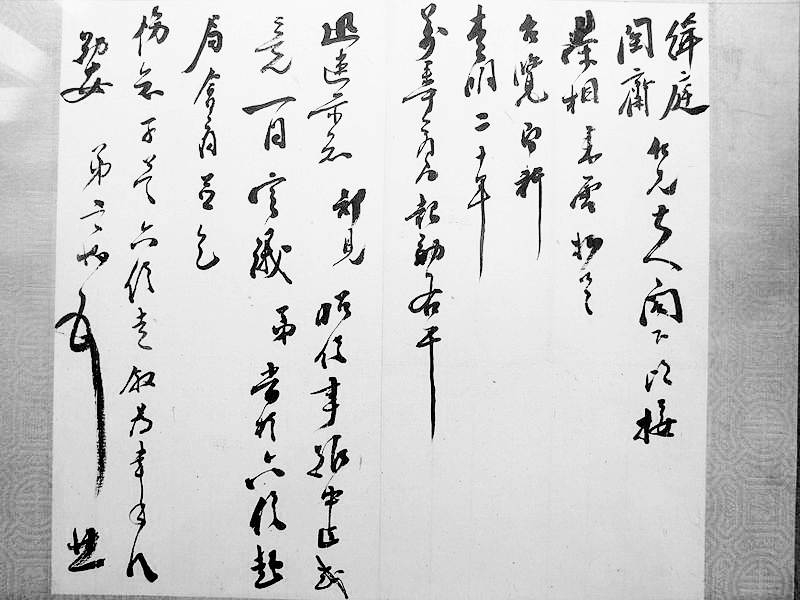
盛宣懐の書法

盛 宣懐（せい せんかい、Shèng Xuānhuái、1844年11月4日 - 1916年4月27日）は、清末の政治家・実業家。字は杏蓀または幼勗。洋務運動の代表人物。江蘇省常州出身。出自は漢民族。

## 来歴
父の盛康が李鴻章と交友があった関係で、同治9年（1870年）に李鴻章の幕僚となった。
盛宣懐は李鴻章に数々の経済発展とインフラ整備を勧め、商船の建造を李鴻章に提言し採用、李鴻章が輪船招商局を設立すると事業を委任され、光緒元年（1875年）には湖北省の石炭・鉄鉱の業務を委託された。光緒5年（1879年）には李鴻章に電報事業を提言し、光緒7年（1881年）には天津・上海間の電報事業を開始した。この年、大北電信会社と協定した。まず外国向けの全電文を同社に引き渡すこととし、次に中国の陸上ケーブルは同社が独占することとした。見返りに同社は技術支援と公用電文無料化を申し出た。これはジョン・ペンダーならびに欧露各国の抗議に遭い、新たに独占枠へイースタン・エクステンションが食い込んだ。李と設立した電信管理局は政府機関としての責任をもたずに先のカルテルで国内の利益を貪った。翌8年（1882年）には上海から広州・寧波・福州・アモイに電報線を敷設した。更に光緒18年（1892年）、上海で華盛紡織総廠を開いて紡績事業を始めた。
光緒21年（1895年）、直隷総督兼北洋通商大臣王文韶（李鴻章の後任）を通して光緒帝に西洋式の学校の設立を建議し、天津北洋西学学堂が設立された。これは現在の天津大学の前身である。光緒22年（1896年）4月、湖広総督の張之洞から京奉鉄道総弁に任じられた。翌1897年、敷設費用が枯渇していたことから、資金を求めてアメリカ合衆国の銀行家と交渉するが決裂、最終的にベルギー金公司（白耳義金公司）と借款締結を行うなど、敷設資金のために奔走した。
上海に南洋公学を創設した。これは現在の上海交通大学の前身である。同年、上海に中国通商銀行を開いた。光緒24年（1898年）に萍鄉煤砿を創設、これは後に漢陽鉄廠・大冶鉄砿と合併し中国初の製鉄コンビナートの漢冶萍煤鉄廠砿公司（漢冶萍公司）となった。
光緒26年（1900年）、義和団の乱がおこり清の朝廷が列強に宣戦を布告した際に、李鴻章・張之洞・劉坤一ら地方の総督は列強と「東南互保」協定を結んで中央の命令を無視したが、盛宣懐がこの取りまとめにあたった。光緒31年（1905年）、中国紅十字会（赤十字社）を創設した。
光緒33年（1907年）、北京に召し出されて郵伝部右侍郎に任命された。宣統2年（1910年）、袁世凱が罷免されると代わりに重用され、翌3年（1911年）には郵伝部大臣に任命された。盛宣懐は鉄道国有化を行おうとしたが、四川省・広東省・湖北省・湖南省で保路運動がおこり、同年10月10日の武昌起義を招くこととなった。盛宣懐の鉄道国有化政策が動乱を招いたとして、罷免されて日本へ亡命した。
中華民国成立後は上海に戻り、輪船招商局と漢冶萍煤鉄廠砿公司の事業を継続した。

## 関連文献
- 支那の対外交通経済借款 1930年